# Robert Hodgins
Robert Hodgins (Dulwich, 1920 - 15 maart 2010) was een Zuid-Afrikaans kunstenaar.
Robert Hodgins werd geboren in Engeland en emigreerde in 1938 naar Zuid-Afrika, waar hij in 1940 dienst nam in het leger. Hij was op post  in Kenia en Egypte. In 1944 keerde hij terug naar Engeland en studeerde onder meer kunst aan het Goldsmiths College van de universiteit van Londen. Na zijn terugkeer naar Zuid-Afrika onderwees hij aan de technische kunstschool van Pretoria. Vanaf 1962 was hij journalist en criticus voor het "Newscheck"- magazine. Hij doceerde van 1966 tot 1983 ook schilderen aan de universiteit van Witwatersrand in Johannesburg.
In 1983 ging hij op rust om voltijds te gaan schilderen. Hij stelde zowel alleen en in groep diverse malen tentoon in binnen- en  buitenland. Het werk  van Hodgins is te zien in verschillende collecties in Zuid-Afrika. Hij overleed in maart 2010 aan longkanker.

## Tentoonstellingen
- Lidchi Gallery, te Johannesburg: 1956, 1958, 1960
- South African Association of the Arts, te Pretoria: 1959
- Retrospective, Standard Bank National Arts Festival, te Grahamstad: 1986
- Goodman Gallery, te Johannesburg: 1987, 1990, 1992, 1995, 1998, 2000